# O Caçador (série de televisão)
O Caçador é uma série de televisão produzida pela Rede Globo, que foi exibida entre 11 de abril e 11 de julho de 2014, em 14 episódios. Criada por Fernando Bonassi, Marçal Aquino e José Alvarenga Jr., foi escrita com Sergio Goldenberg, Ronaldo Santos, Victor Navas e Lucas Paraíso, tendo redação final de Bonassi e Aquino. A direção é de Heitor Dhalia e com núcleo de Alvarenga. Em 2015, é lançada pela Globo Marcas em DVD.
Conta com Cauã Reymond, Cleo, Nanda Costa, Alejandro Claveaux e Ailton Graça nos papéis principais.

## Enredo
Após três anos preso, André (Cauã Reymond) sai da penitenciária para provar a própria inocência, já que a família lhe deu as costas, e do tempo em que integrou a Divisão Antissequestros da Polícia Civil, só tem as lembranças de sua grande experiência. Fora da prisão, o único que lhe estende a mão, é o Delegado Lopes (Aílton Graça), que propõe a ele um novo ofício, em que poderá usar suas habilidades como investigador: ser um caçador de recompensas. Aos poucos, André passa a transitar no submundo do crime e ter contato, com máfias nacionais e internacionais, sendo que ao mesmo tempo, passa a reunir pistas que provam sua inocência. Mas essa situação se complica, com a chegada de sua cunhada, Kátia (Cleo Pires), com quem tem uma paixão recolhida, deixando o marido dela e seu irmão, Alexandre (Alejandro Claveaux), furioso. Com isso, Alexandre, usa o cargo de delegado para perseguir e prejudicar o irmão, André, a quem culpa pela morte do pai.

## Elenco
| Intérprete         | Personagem               |
| ------------------ | ------------------------ |
| Cauã Reymond       | André Câmara             |
| Cleo               | Kátia Guilhermino Câmara |
| Alejandro Claveaux | Alexandre Câmara         |
| Aílton Graça       | Delegado Lopes           |
| Nanda Costa        | Marinalva                |
| Jackson Antunes    | Saulo Câmara             |

### Participações especiais
| Intérprete        | Personagem                  |
| ----------------- | --------------------------- |
| Adriano Garib     | Robson                      |
| Felipe Silcler    | Rodrigo                     |
| Alice Assef       | Layla                       |
| Bárbara Paz       | Taís                        |
| Bukassa Kabengele | Pastor                      |
| Cecília Audi      | Mercedes                    |
| César Troncoso    | Rafael Ortiz                |
| Cristina Sano     | Su Yang                     |
| Fernanda Nizzato  | Iara                        |
| Gabriela Rocha    | Aninha                      |
| Izabella Bicalho  | Larissa                     |
| Joca Andreazza    | Ribeiro/Manuel Benitez      |
| Karen Junqueira   | Sandra "Sandrita"           |
| Kenya Costta      | mulher vítima de um assalto |
| Marcelo Serrado   | Douglas                     |
| Glaucia Rodrigues | Naná                        |
| Grace Passô       | Vânia                       |
| Marat Descartes   | Henrique                    |
| Marcos Suchara    | Leon                        |
| Maya Hasegawa     | Mei Li                      |
| Milton Gonçalves  | Velho do Banco              |
| Mônica Martin     | garotas de programa         |
| Morgane Martin    | garotas de programa         |
| Narcival Rubens   | Carlinhos Saboia            |
| Oscar Magrini     | Tony Ramos                  |
| Hylka Maria       | Vanessa                     |
| Paulo Miklos      | Dr. Morf                    |
| Samara Felippo    | Paulinha Tsunami            |
| Sergio Laurentino | Paulo Sultão                |
| Roberta Foster    | Livia                       |
| Rosanna Viegas    | Prostituta                  |

## Lançamento e repercussão

### Avaliação da crítica especializada
Raphael Scire, do Notícias da TV destacou: "A estética cinematográfica é perceptível nas muitas locações que servem de cenário _até mesmo a cenografia foge do padrão das telenovelas, um ponto para a série_ e também em momentos introspectivos, em que os diálogos dão lugar ao silêncio e à reflexão, coisa rara na televisão. Há tomadas mais ousadas, ágeis, com uma câmera nervosa a acompanhar as perseguições, ainda que isso seja um clichê do gênero. (...) Mas é mesmo Cauã Reymond quem abrilhanta a produção. Espécie de Zé Mayer da nova geração, Cauã prova com O Caçador que, além de bonito, é um ator versátil e dedicado. Esqueça, portanto, o personagem da minissérie anterior. Este é bem melhor. O Caçador trafega entre a tensão e o suspense, com direção competente e texto idem que capturam a atenção do telespectador. No comparativo com A Teia, outra série policial da emissora, O Caçador larga em vantagem e vale a audiência." 
Mauricio Stycer, do UOL, disse em seu primeiro episódio: "Diferentemente da recém-encerrada “A Teia”, que estreou em ritmo de videoclipe, “O Caçador” apostou em apresentar, em chave de drama, a história do protagonista, muito bem defendido, aliás, por Cauã Reymond. Sem muito impacto, o episódio inicial pode ter decepcionado quem esperava por ação. (...) “O Caçador” não foi arrebatador, mas deixou no ar a promessa de que tem uma boa história para contar."  No seu terceiro episódio, diz: "Nesta sexta-feira (25), finalmente, o programa mostrou a que veio. Apesar de repetir uma premissa do episódio anterior, “O Caçador” entregou tudo que se espera de uma série policial: texto criativo, diálogos inteligentes, boa interpretação, mistério, suspense e ação em doses certas. (...) Foram 40 minutos de excelente entretenimento, confirmando que “O Caçador”, apesar do horário tardio, no fim da noite de sexta-feira, tem tudo para ser uma ótima opção na TV aberta." 

## Transmissão
| País                 | Canal          | Título local | Estreia                 | Final                   | Horário semanal  | Hora   | Ref    |
| -------------------- | -------------- | ------------ | ----------------------- | ----------------------- | ---------------- | ------ | ------ |
| Brasil               | Rede Globo     | O Caçador    | 11 de abril de 2014     | 11 de julho de 2014     | Sexta            | 23:00  | [ 21 ] |
| Portugal             | SIC            | O Caçador    | 21 de março de 2015     | 20 de junho de 2015     | Sábado           | 22:45  | [ 22 ] |
| Costa Rica           | Teletica       | El Cazador   | 1° de fevereiro de 2016 | 17 de fevereiro de 2016 | Segunda a Sexta  | 00:30  | [ 23 ] |
| Uruguai              | Teledoce       | El Cazador   | 12 de abril de 2016     | 24 de maio de 2016      | Terça e Quinta   | 23:30  | [ 24 ] |
| Estados Unidos       | Azteca América | El Cazador   | 12 de julho de 2016     | 2 de agosto de 2016     | Segunda a Quinta | 22:00  | [ 25 ] |
| China                | Canal Macau    | O Caçador    | 26 de agosto de 2016    | 13 de setembro de 2016  | Segunda a Sexta  | 22:10  | —      |
| Coreia do Sul        | TeleNovela     | 더 헌터      | 24 de outubro de 2016   | 16 de novembro de 2016  | Segunda a Quarta | 10:001 | [ 26 ] |
| Honduras             | VTV            | El Cazador   | 3 de julho de 2017      | 19 de julho de 2017     | Segunda a Sexta  | 22:00  | [ 27 ] |
| Coreia do Sul        | TeleNovela     | 더 헌터      | 23 de agosto de 2017    | 4 de outubro de 2017    | Quarta e Quinta  | 19:00  | [ 28 ] |
| República Dominicana | Tele Antillas  | El Cazador   | 14 de janeiro de 2021   | 1 de fevereiro de 2021  | Segunda a Sexta  | 22:00  | [ 29 ] |
| Uruguai              | Teledoce       | El Cazador   | 21 de abril de 2021     | presente                | Segunda a Quinta | 23:30  | -      |

↑1  O último capítulo foi duplo.

## Episódios e audiência
| Nº | Data                | Audiência (em pontos) |
| -- | ------------------- | --------------------- |
| 1  | 11 de abril de 2014 | 15,9                  |
| 2  | 18 de abril de 2014 | 14,7                  |
| 3  | 25 de abril de 2014 | 12,1                  |
| 4  | 02 de maio de 2014  | 14                    |
| 5  | 09 de maio de 2014  | 13                    |
| 6  | 16 de maio de 2014  | 12,6                  |
| 7  | 23 de maio de 2014  | 13,1                  |
| 8  | 30 de maio de 2014  | 13,4                  |
| 9  | 6 de junho de 2014  | 13,7                  |
| 10 | 13 de junho de 2014 | 11,6                  |
| 11 | 20 de junho de 2014 | 11,1                  |
| 12 | 27 de junho de 2014 | 15,7                  |
| 13 | 4 de julho de 2014  | 12,7                  |
| 14 | 11 de julho de 2014 | 14,3                  |